# Giovan Pietro Carminati di Brembilla
Giovan Pietro Carminati di Brembilla, detto il Bergamino (Val Brembilla, 1438 circa – Faenza, 4 giugno 1488), è stato un nobile, militare, condottiero e feudatario italiano, che passò tutta la sua vita al servizio degli Sforza del Ducato di Milano.

## Biografia

### Nascita e famiglia
Giovan Pietro Carminati di Brembilla nacque intorno al 1438 circa da Venturino Carminati di Brembilla, detto "il Bergamino". Così come il padre, anche Giovan Pietro aveva ereditato il soprannome di Bergamino, che poi nei suoi discendenti passò da essere un semplice patronimico a divenne un vero e proprio cognome (Bergamini).
La sua famiglia apparteneva ad una delle più note famiglie della Val Brembilla ed era per tradizione al servizio del Ducato di Milano e dopo le rivolte contro la Repubblica di Venezia, come tutti i brembillesi, anche i Carminati avevano dovuto abbandonare la loro valle il 19 gennaio 1443. Infatti, fu proprio dal fatto che il padre Venturino si trasferì a Milano che venne soprannominato "il Bergamino", dalla regione di origine (Bergamo).

### Carriera

#### Imprese sotto Francesco e Galeazzo Maria Sforza

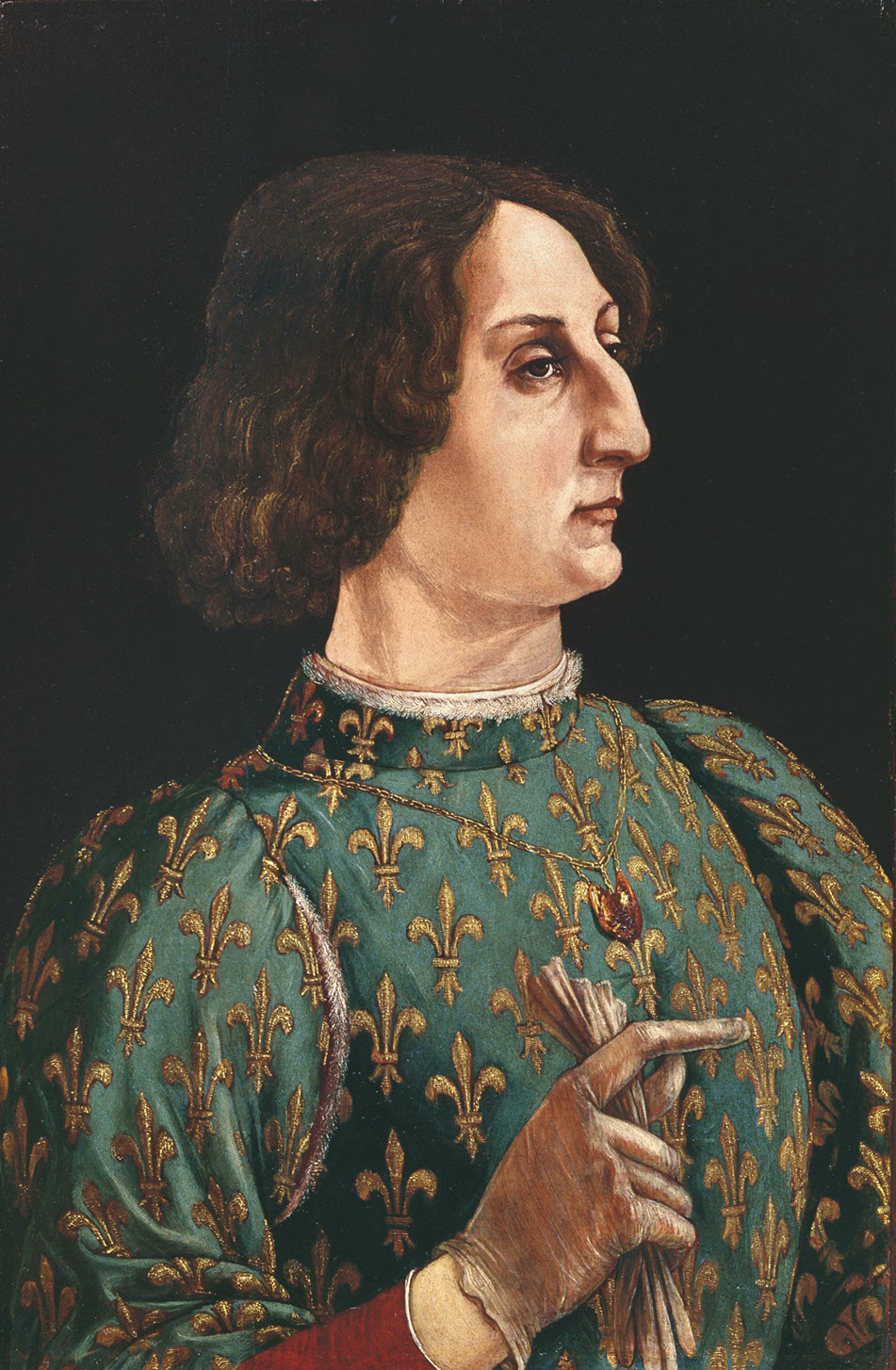
Ritratto di Galeazzo Maria Sforza, opera di Piero del Pollaiolo, 65×42 cm, 1471 circa (Galleria degli Uffizi, Firenze)

Già sin dalla preadolescenza, Giovan Pietro fu al servizio degli Sforza, duchi di Milano. Infatti, già quando aveva intorno ai 12 anni, nel 1450, Giovan Pietro compare tra i paggi del nuovo sovrano Francesco Sforza e nel 1463 compare invece come camerario ducale.
Ma la vera carriera del Bergamino fu quella militare. Difatti, dal 1464 entrò a far parte dell'esercito ducale. Tra le prime imprese, partecipò come comandante della potente bombarda ducale "Corona" allo scontro contro Bartolomea di Campofregoso, che si opponeva al nuovo governo sforzesco, che da poco era stato investito del possesso di Genova; poi venne inviato in Francia al seguito di Galeazzo Maria Sforza, accorso in aiuto del re Luigi XI di Valois per fronteggiare la Lega del Bene Pubblico.
Morto Francesco e diventato duca il figlio Galeazzo Maria nel 1466, poco dopo scoppiò lo scontro contro Venezia e il Bergamino era fra i capi dell'esercito della Lega tra Milano, Napoli e Firenze, partecipando il 25 luglio del 1467 alla battaglia della Mazzolara contro i Veneziani guidati dal condottiero Bartolomeo Colleoni.
Nel gennaio del 1468, per motivi non chiari, il Bergamino viene imprigionato nel Castello di Monza e verrà liberato solo un anno dopo, nel gennaio del 1469, ed accompagnato dal duca a Milano.
Nel 1473 il Bergamino si decise a tornare in Francia al servizio di re Luigi XI, ma il suo soggiorno fu brevissimo, tanto che l'iniziale lettera di presentazione ottenuta dal duca venne poi annullata con altre lettere dirette all'oratore presso il re francese ed al re stesso. Così, Giovan Pietro fu costretto a far rientro in Italia. Ma questo stravagante rapporto tra Galeazzo Maria e il Bergamino oscillante tra confidenza e diffidenza contemporaneamente è confermato anche da altri episodi: ad esempio, nel 1472 il duca avverte un suo amministratore che un domestico del Bergamino gli chiederà in prestito 50 ducati, poiché perduti in gioco dal suo padrone, affermando che il prestito dovrà avvenire solo dopo che la moglie del Bergamino avrà dato in pegno uno dei suoi abiti. Tuttavia, nel 1476, lo stesso Galeazzo Maria donò in feudo al Bergamino le entrate della Comunità della Valchiavenna, che ammontavano ad 800 libbre annuali.

#### Imprese sotto Bona di Savoia e Gian Galeazzo Sforza

Ritratto di Gian Galeazzo Maria Sforza come San Sebastiano, opera di Marco d'Oggiono, 30.5×24 cm, 1485-89 circa (Cleveland Museum of Art, Stati Uniti d'America)

Successivamente alla morte di Galeazzo Maria, il Bergamino fu prima al servizio di Tristano Sforza a Parma e poi nuovamente a Genova, dove era necessario sedare le ribellioni fatte scoppiare dai Fieschi; ma, sedate quest'ultime, scoppiò successivamente un'altra rivolta dopo la proclamazione di Prospero Adorno a doge e il Bergamino fu tra i condottieri schierati contro i ribelli. Ma questa volta le forze milanesi vennero sconfitte nella battaglia della Busalla contro il condottiero Roberto Sanseverino d'Aragona, venuto in soccorso dell'Adorno, causando la definitiva perdita di Genova agli Sforza. Il Bergamino fu catturato ancora una volta, ma venne poi rilasciato per lo scambio con altri prigionieri.
Scoppiate rivolte anche in Svizzera, il Bergamino fu tra le truppe milanesi inviate a Bellinzona. Ancora una volta furono sconfitti i Milanesi, ma i Confederati Elvetici non seppero sfruttare la situazione a proprio vantaggio e giunsero infine ad una tregua.

#### Imprese sotto Ludovico il Moro

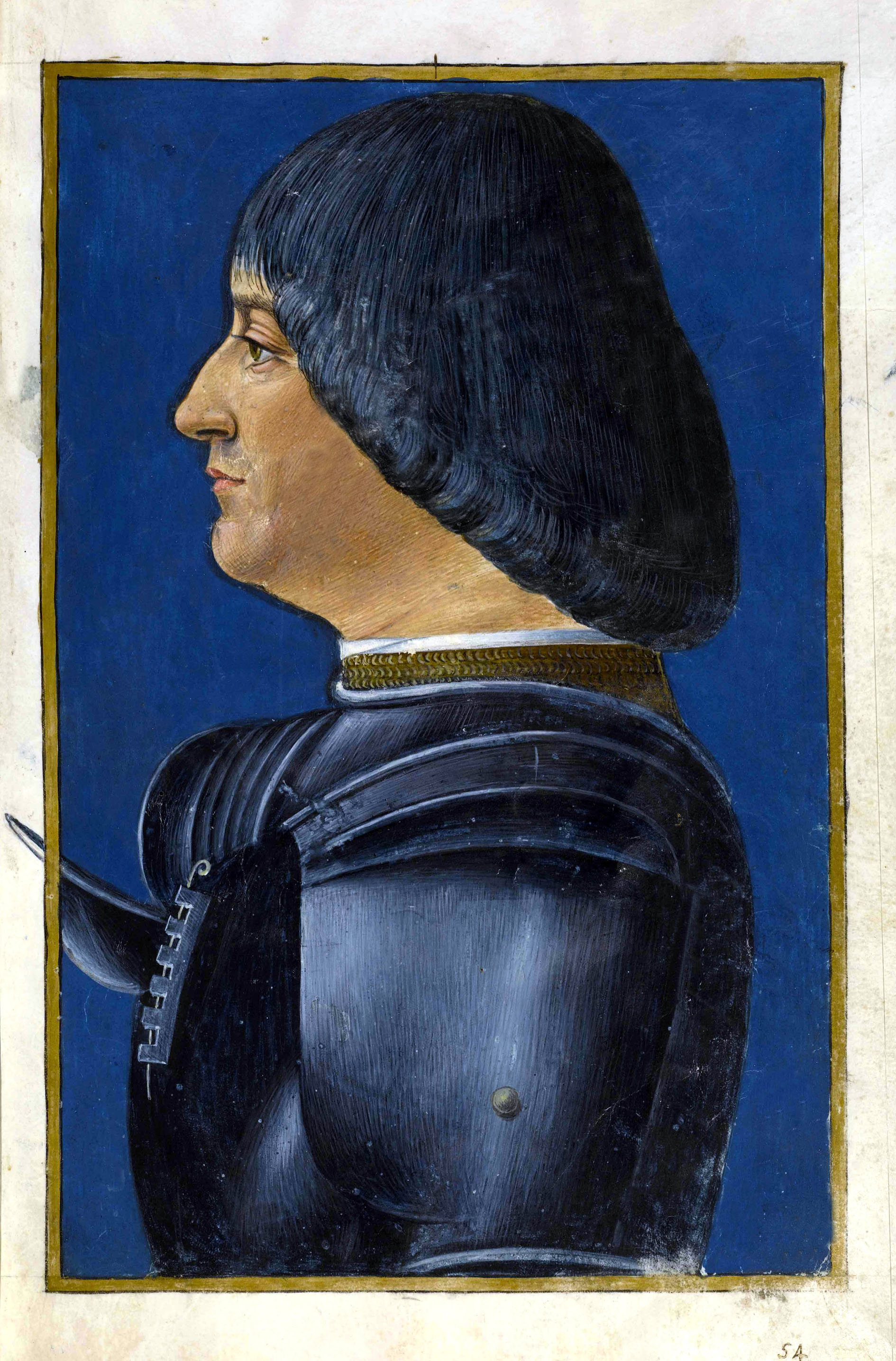
Ritratto di Ludovico il Moro in armatura, miniatura di Giovanni Ambrogio de Predis dalla Grammatica Latina di Elio Donato, 1496 (Biblioteca Trivulziana, Milano)

Nel 1481 il Bergamino venne creato consigliere di Stato da Ludovico il Moro, dopo che quest'ultimo era diventato reggente del Ducato.
Alla rivolta del potente feudatario Pier Maria II de' Rossi di Parma, il Bergamino fu tra i condottieri inviati ad assediare San Secondo, insieme a Gian Giacomo Trivulzio e Sforza Secondo Sforza. Conquistata la fortezza di Noceto e morto successivamente il Rossi, si giunse infine ad un accordo. Per questa impresa, il 14 ottobre 1481 il Moro donò al Bergamino la terra di San Giorgio di Lomellina con il titolo di conte.
Nel frattempo era già scoppiata la guerra dei Veneziani contro Ercole I d'Este e in suo soccorso si erano affiancate Milano, Napoli e Mantova. Anche in questo caso il Bergamino partecipò, inviato prima a Ferrara, poi ad Argenta e San Biagio d'Argenta.
Successivamente, nel 1486, tornò in Svizzera per contrastare i Grigionesi che avevano occupato la Valtellina, spostando poi gli scontri nella Val d'Ossola e a Crevola nel 1487. Nell'agosto di quest'ultimo anno, il Bergamino venne creato governatore di Parma e commissario ducale.
Nel 1488 Giovan Pietro fece parte dell'esercito accorso a Forlì in aiuto di Caterina Sforza, dopo che il marito Girolamo Riario era stato assassinato e i congiurati assediavano la Rocca di Ravaldino. L'impresa riuscì e Ottaviano Riario, figlio di Caterina e Girolamo, venne proclamato signore sotto la reggenza della madre. Il Bergamino venne creato governatore di Forlì, ma ben presto dovette accorrere a Faenza, poiché il signore Galeotto Manfredi venne fatto assassinare dalla moglie Francesca Bentivoglio, ma, giunto qui, trovò anch'egli la morte.

### Morte
Infatti, il Bergamino giunse a Faenza e prese parte alla proclamazione di Astorre III Manfredi, figlio di Galeotto e Francesca, a nuovo signore della città. Successivamente, ancora in città, il Bergamino scese imprudentemente tra la folla inferocita, che si era radunata per dimostrare il proprio turbamento, e venne da questa assassinato e fatto a pezzi. Era il 4 giugno 1488 e, con lui, trovarono la morte nel linciaggio anche quattro suoi balestrieri.

### Feudatario

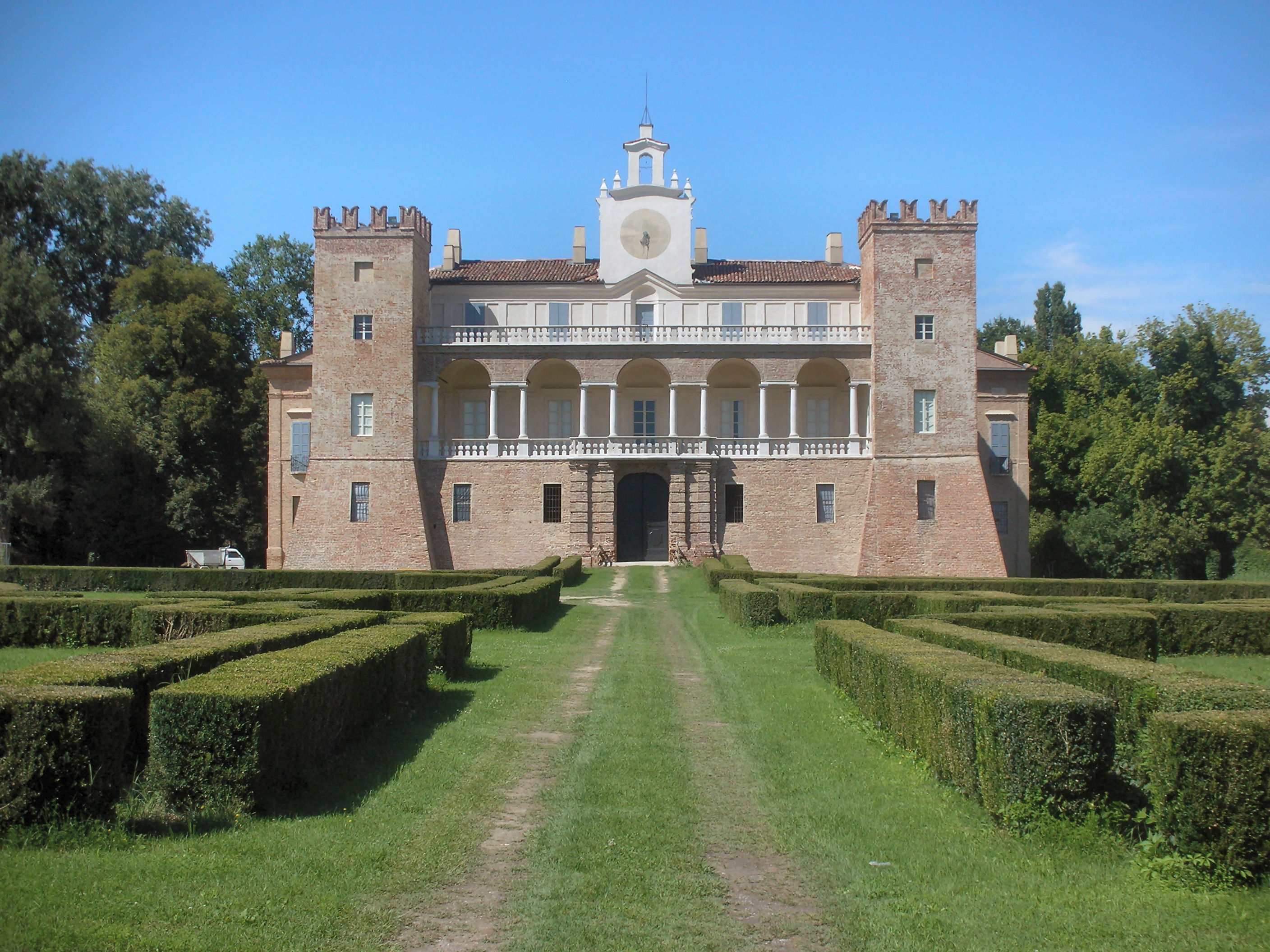
La cosiddetta Villa Medici del Vascello a San Giovanni in Croce, un tempo residenza dei Carminati di Brembilla

Oltre alla Contea di San Giorgio di Lomellina, Giovan Pietro venne investito dal Moro anche della Contea di Gussola e Martignana (25 agosto 1484) e della Contea di San Giovanni in Croce (25 maggio 1485).
Dopo la morte, Giovan Pietro venne succeduto nei feudi e nei titoli dal figlio Ludovico Carminati di Brembilla.

## Discendenza

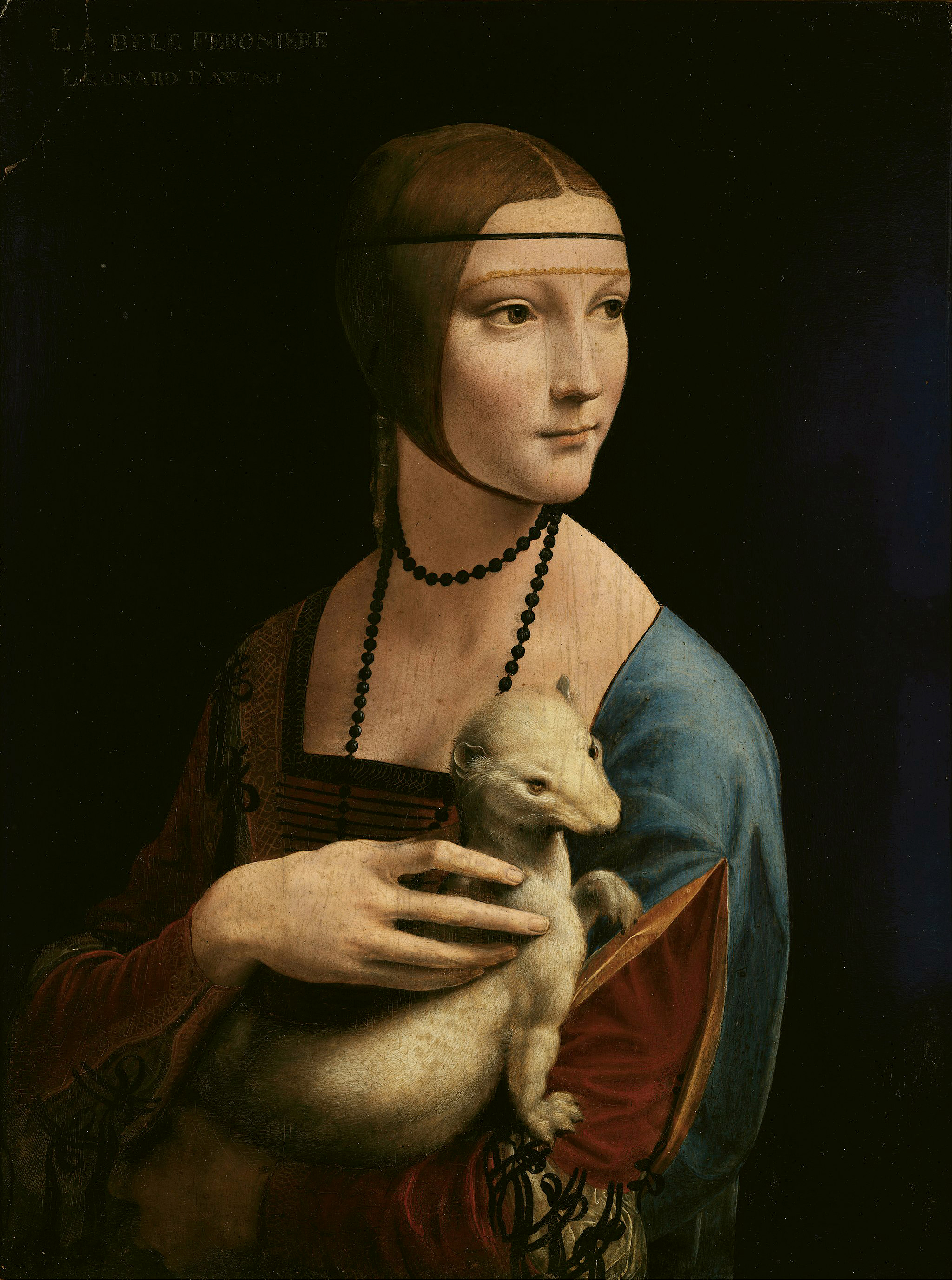
Dama con l'ermellino, ritratto di Cecilia Gallerani, moglie di Ludovico Carminati di Brembilla e nuora di Giovan Pietro Carminati di Brembilla (Museo Czartoryski, Cracovia, Polonia)

Giovan Pietro Carminati di Brembilla ebbe il seguente figlio:
- Ludovico Carminati di Brembilla, che nel 1492 sposò Cecilia Gallerani, amante da lunghi anni di Ludovico Sforza, detto "il Moro", e che venne ritratta da Leonardo da Vinci nella Dama con l'ermellino.[1][3]